# Elvsö sund
Elvsö sund är ett sund i Finland. Det ligger i Korpo i landskapet Egentliga Finland, i den sydvästra delen av landet, 190 km väster om huvudstaden Helsingfors.
Elvsö sund löper mellan Elvsö i nordväst och Lempersö i sydöst. Det ansluter i nordöst till Marsö fjärden.